# Vojko Volk
Vojko Volk, slovenski diplomat in politik, * 1958.
Je aktualni državni sekretar v kabinetu predsednika vlade Roberta Goloba, pristojen za mednarodne zadeve.

## Kariera
Vojko Volk je bil aktiven predvsem na področju zunanje politike, saj je bil dolga leta veleposlanik ali deloval na drugim mednarodnih institucijah.

### Zunanje-politična kariera
Kariero je začel leta 1988 kot sekretar v Svetu za zaščito človekovih pravic, leta 1992 pa se je zaposlil na ministrstvu za zunanje zadeve v sektorju za sosednje države. Nato je bil štiri leta namestnik veleposlanika v Italiji, med letoma 1998 in 1999 pa je opravljal funkcijo generalnega sekretarja ministrstva za zunanje zadeve. Leta 2000 je bil imenovan za državnega sekretarja na zunanjem ministrstvu, vendar je funkcijo kmalu zapustil, saj je postal veleposlanik Republike Slovenije v Italiji. Delo je nadaljeval tudi kot vodja pisarne za odnose Republike Slovenije z misijo Združenih narodov na Kosovu, kot odpravnik poslov na veleposlaništvu v Prištini, ter kot koordinator za Zahodni Balkan. Leta 2010 je bil zopet imenovan za veleposlanika, do leta 2015 je bil veleposlanik na Hrvaškem.

### Državni sekretar v kabinetu predsednika vlade
1. junija 2022 ga je 15. vlada Republike Slovenije imenovala za državnega sekretarja v kabinetu predsednika vlade Roberta Goloba, kjer je odgovoren za mednarodne zadeve.

## Dela
- Od naroda do države in nazaj : pet esejev o razpadu Jugoslavije, pravici do samoodločbe, Sloveniji in njeni samostojnosti, človekovih pravicah, Kosovu (2012)[5]
- Spomin volkov, avtobiografija (2017)[6]